# Scyracepon tuberculosa
Scyracepon tuberculosa là một loài chân đều trong họ Bopyridae. Loài này được Tattersall miêu tả khoa học năm 1905.